# Albatros D.X
Albatros D.X – niemiecki dwupłatowy samolot myśliwski z okresu I wojny światowej, zaprojektowany i zbudowany w niemieckiej wytwórni Albatros-Werke GmbH w Berlinie. Z powodu niezadowalających osiągów maszyna nie weszła do produkcji seryjnej.

## Historia
Na początku 1918 roku w zakładach Albatros-Werke GmbH zbudowano prototyp samolotu myśliwskiego, zrywający z typową dla Albatrosa konstrukcją półskorupową. Kadłub miał płaskie boki oraz płaskie dno i był niemal identyczny jak w projektowanym równolegle modelu D.IX. Skrzydła połączone były pojedynczymi zastrzałami o kształcie litery „I”, a konstrukcję wzmocniono cięgnami stalowymi. Do napędu maszyny zastosowano 8-cylindrowy silnik w układzie V Benz Bz.IIIbo. Zbudowano tylko jeden egzemplarz myśliwca o numerze 2206/18, który wziął udział w drugim konkursie na samolot myśliwski w Adlershof w czerwcu 1918 roku. Gorsze od innych myśliwców osiągi spowodowały zarzucenie dalszych prac nad tym samolotem.

## Opis konstrukcji i dane techniczne
Albatros D.X był jednosilnikowym, jednoosobowym dwupłatem myśliwskim. Długość samolotu wynosiła 6,18 metra, a rozpiętość skrzydeł 9,84 metra. Masa pustego płatowca wynosiła 666 kg, zaś masa startowa – 905 kg. Wysokość samolotu wynosiła 2,75 metra. Napęd stanowił chłodzony cieczą 8-cylindrowy silnik widlasty w układzie V Benz Bz.IIIbo o mocy 143 kW (195 KM). Prędkość maksymalna samolotu wynosiła 170 km/h, zaś długotrwałość lotu 1,5 godziny. Maszyna osiągała pułap 5000 metrów w czasie 22 minut.
Prototyp uzbrojony był w dwa stałe zsynchronizowane karabiny maszynowe LMG 08/15 kalibru 7,92 mm.